# IPT-16 Surubim
Die IPT-16 Surubim ist ein Sportflugzeug des brasilianischen Herstellers Instituto de Pesquisas Tecnologicas (IPT).

## Geschichte
Im Jahr 1949 schlug Joseph Kovacs, ein in Ungarn geborener Flugzeugingenieur, der am Instituto de Pesquisas Tecnologicas in São Paulo beschäftigt war, dem Institut vor, ein experimentelles leichtes Hochleistungsflugzeug zu entwerfen und zu bauen, das quasi um einen vor dem Krieg importierten Hirth-HM-506-Motor herum konstruiert werden sollte. Da das Institut Kovács jedoch nicht unterstützte, begann er zusammen mit seinem Institutskollegen Sylvio de Oliveira in einem gemieteten Gebäude an der Maschine, die nun als Surubim (kleiner Teufel) bezeichnet wurde, zu arbeiten. 1951 verließ Kovács das Institut, sodass Oliveira die Arbeiten an dem Prototyp alleine fortsetzte. Die Maschine wurde 1953 von IPT als fliegende Testplattform erworben und erhielt nun die Bezeichnung IPT-16 Surubim. Die Arbeiten am Flugzeug gingen jedoch nur langsam voran, sodass dieses erst am 17. September 1959 zu seinem Erstflug starten konnte. Trotz einiger Leistungsschwächen war die Gesamtleistung gut. Das Flugzeug wurde, nachdem es als Testplattform ausgedient hatte, an den Aeroclube de Rio Claro abgegeben, wo es bis in die 1980er Jahre für Kunstflugtraining eingesetzt wurde.
Die Maschine wurde 1989 dem Museu Aerospecial in Rio de Janeiro geschenkt, wo es seit der Restaurierung ausgestellt ist.

## Konstruktion
Die Maschine ist eine Holzkonstruktion, welche mit Sperrholz aus einheimischen Hölzern beplankt ist und über ein konventionelles Leitwerk verfügt. Sie besitzt ein geschlossenes Cockpit und ein einziehbares Spornradfahrwerk, das jedoch 1979 durch ein starres Fahrwerk ersetzt wurde.

## Technische Daten
| Kenngröße             | Daten                                               |
| --------------------- | --------------------------------------------------- |
| Besatzung             | 1                                                   |
| Länge                 | 6,95 m                                              |
| Spannweite            | 7,70 m                                              |
| Höhe                  | 2,10 m                                              |
| Flügelfläche          | 7,70 m²                                             |
| Flügelstreckung       | 7,7                                                 |
| Leermasse             | 440 kg                                              |
| max. Startmasse       | 700 kg                                              |
| Reisegeschwindigkeit  |                                                     |
| Höchstgeschwindigkeit | 340 km/h                                            |
| Dienstgipfelhöhe      |                                                     |
| Reichweite            | 700 km                                              |
| Triebwerke            | 1 × Hirth-HM-506A-6-Zylinder-Reihenmotor mit 120 kW |